# Les Proverbes flamands
Les Proverbes flamands, appelé ou sous-titré Le Monde renversé ou encore La Huque bleue, est une peinture de Pieter Brueghel l'Ancien, datée de 1559, actuellement à la Gemäldegalerie de Berlin qui fait partie du corpus certain de l'Œuvre peint de Pieter Brueghel l'Ancien. Il existe un autre tableau, Douze proverbes flamands, attribué également à Brueghel l'Ancien mais dont l'attribution est incertaine.

## Le tableau et ses appellations
Le tableau, signé et daté, en bas à droite : « BRVEGEL, 1559 ». La composition dense et assez déséquilibrée, typique de la première manière du peintre, illustre environ 120 proverbes ou dictons, que certains analysent et décrivent par rapport au folklore nordique en général, et que d'autres ont mieux défini en se référant aux dictons flamands. Appelé la Huque Bleue du nom du personnage central qui trompe son mari, on a quelquefois proposé d'interpréter l'ensemble de cette composition comme une représentation du monde renversé. Comme Le Combat de Carnaval et Carême de 1559, il s'agit là de grandes compositions à l'huile sur panneaux de chêne, orchestrations savantes de scènes détaillées, animées de nombreux personnages. Le peintre signe alors Bruegel et non plus Brueghel, supprimant le h dont il faisait usage jusqu'alors, et les œuvres datées par la suite apparaîtront comme autant de jalons signalétiques de son parcours.

## Provenance
La peinture est mentionnée par le marchand d'art Guilliam Forchoudt en 1669 sous le nom de De Blauwe huyck. Il s'agit probablement bien du tableau mentionné dans l'inventaire des biens (13 août 1668) de Peter Stevens à Anvers (propriétaire de onze peintures de Bruegel), comme Le Monde renversé, représenté par plusieurs Proverbes et Moralités. Il faisait anciennement partie d'une collection particulière anglaise, acquis par le musée en 1914.

## Copies
L'œuvre était donc connue et appréciée et, dès 1614, deux copies par Pieter Brueghel le Jeune se trouvaient dans une même collection et ce, parmi les quelque seize exemplaires produits par l'atelier, que Georges Marlier recense dans son ouvrage de 1969. Les répliques sont fidèles, sauf dans l'un ou l'autre détail. Une variante, cependant, accentue la représentation des proverbes et en porte le nombre à cent trente-deux. Une de ces copies se trouve au Stadsmuseum Lier de Lierre.

## Authenticité
Il y a un accord unanime des critiques sur son authenticité à l'exception d'un critique qui l'attribue a un pseudo-Brueghel, parce que « inférieur, présentant un dessin puéril, des gestes raides et monotones » au sujet analogue d'Anvers qui renverse ainsi les conclusions des autres qui, - suivant un raisonnement identique, - n'accepte que la présente composition dans le groupe des œuvres certaines du maître. On croit pouvoir préciser la date du tableau et la fixer à la fin de 1559, entre Le Combat de Carnaval et Carême et Les Jeux d'enfants. L'œuvre est en bonne condition sauf quelques retouches moralisatrices à imputer à la pruderie victorienne : par exemple, dans l'homme qui se penche à la mansarde, à droite.

## Analyse des proverbes
Il ne faut pas perdre de vue que Bruegel s'adressait, en peinture, à des amateurs nantis et humanistes et que ses gravures ne pouvaient être comprises que par un nombre relativement limité de personnes jouissant d'une certaine culture. Les allusions de l'époque sont devenues étrangères au spectateur quatre siècles plus tard, sans que cela ne diminue en rien la vigueur humaine du regard bruegelien.

### Description
Les limites du symbole, de l'allégorie, de la parodie, de la satire ou de la caricature sont rapidement atteintes, parfois franchies, lorsque l'occasion se présente ou que cela s'avère nécessaire. Ce tableau en fournit la démonstration. La réunion de 85 proverbes figurés, voire 118 selon les auteurs, sur un panneau de 117 × 163,5 cm, s'apparente davantage à un tour de force qu'à un chef-d'œuvre. Éviter l'effet d'accumulation et d'encombrement tout en poursuivant une démarche encyclopédique du sujet traité relève de la virtuosité. Les Proverbes, pour leur part, s'ils requièrent des données semblables, comptent près d'une centaine de créations distinctes - une par proverbe - que Brueghel doit orchestrer ensuite afin que les sujets, gardant chacun son sens propre, cohabitent en un seul tableau, non seulement clair, mais encore heureux par son agencement. À première vue, l'œuvre de 1559, le premier grand format signé et daté de « Bruegel » (sic), pourrait se présenter tel un paysage vivement animé. La foule des personnages retient l'attention dès l'abord. S'il y a mouvement et rythme, il n'y a pas cependant de relations réciproques. Chaque personnage ou groupe - de trois personnes maximum -, est le prisonnier actif d'un monde qui lui est propre, d'une occupation sans rapport avec celle du ou des voisins.

### Interprétation
Vision universelle de la Folie, qu'il constitue à l'aide des proverbes qui la désignaient dans le peuple. Si Bruegel l'Ancien aimait tant illustrer les proverbes flamands, c'est qu'ils étaient merveilleusement imagés; il suffisait de les transcrire littéralement en peinture pour obtenir les effets les plus pittoresques. Toutes les expressions régionales raillant des inconséquences et des défauts, Attacher le grelot au chat, Parler avec deux bouches, L'un tond le mouton, l'autre le porc, Il veut enfoncer un mur avec sa tête, Il porte la lumière au jour avec un panier, etc. - sont les prétextes de saynètes diverses, associées pour former une étonnante encyclopédie de la déraison.
La plupart des érudits n'y voient qu'une simple illustration de ces proverbes populaires où se condense - dit-on - la sagesse des peuples, et ils se bornent à rechercher le sens de chaque proverbe. N'est-ce pas là méconnaître la portée du message que Breughel y apporte ? Le thème général du tableau est la sottise humaine, et l'anecdote n'en est que l'affabulation. Celle-ci, l'artiste l'emprunte moins au répertoire des proverbes qu'à celui des dictons ou simples locutions en usage dans son pays et à son époque. Et qu'expriment ces dictons? On ne peut se fier aux études des savants allemands ou français qui ont voulu expliquer ces figurations par des expressions connues dans leur langue. Il convient de chercher le rapport avec des locutions souvent spécifiquement flamandes et en usage à l'époque de l'artiste. Des philologues flamands et hollandais, l'ont démontré et ont fait de louables efforts pour retrouver et élucider ces locutions. Il faut recourir à leurs recherches pour saisir le sens littéral de toutes ces figurations. Voici quelques exemples situé dans les motifs centraux du premier plan. Vers le milieu on voit la représentation d'un dicton commun à la plupart des langues de l'Europe septentrionale: Quand le veau y est tombé, il est trop tard pour combler le puits. À côté, vers la droite, un homme accroupi traverse un globe transparent. II s'agit du vieil adage flamand : « Men moet zich krommen, wil men door de wereld kommen » (« Ce n'est qu'en se courbant qu'on avance dans le monde »). Au-dessus, un personnage jette des roses à des pourceaux, traduction textuelle de : rozen voor de varkens strooien, équivalent du latin Margaritas ante porcos. Plus à droite, le jeune seigneur, qui fait tourner un globe sur son pouce, illustre littéralement : « Hij laat de wereld op zijn duimpje draaien » (« Il parvient à faire tourner le monde sur son pouce ») : c'est l'enjôleur consommé. Plus haut, un homme agenouillé se confesse au Christ, auquel il a passé une fausse barbe ; c'est la traduction par trop textuelle de l'ancien dicton flamand : Ons Heer een vlassen baard aandoen (Mettre une barbe de lin au Seigneur) qui s'applique aux hypocrites dont l'air bon apôtre tromperait Dieu Lui-même. Les deux compères qui tirent de toutes leurs forces à chaque extrémité d'une corde figurent l'ancien dicton : Sy trecken oint lanxte (Ils tirent pour avoir le bout le plus long). Plus bas, un bâton entre les rayons d'une roue est l'image de cette expression courante dans plusieurs langues Mettre des bâtons dans les roues.  Plus bas encore est figuré un adage qui semble exclusivement flamand : Die de brei gestort heeft kan hem niet geheel oprapen (Celui qui renversa sa panade n'arrive jamais à la ramasser entièrement ); il exprime l'impossibilité de réparer intégralement les dégâts que l'on cause. Plus à droite, un homme étend les bras pour saisir deux pains posés chacun à l'extrémité d'un long banc; les Flamands disaient au XVIe siècle de quelqu'un qui gagnait péniblement sa vie : « Hi kan van het ene brood tot het andere niet geraken », (« Il n'arrive pas à s'étendre d'un pain à l'autre », c'est-à-dire, « à nouer les deux bouts », ou encore, selon l'expression contemporaine, « à faire la soudure »). Sous ce banc, un porteur de lanterne cherche une hache; la recherche l'explique par le vieux dicton flamand : « Hij zoekt het bijltje » (« Il cherche la hachette », il cherche à faire durer le travail, à faire traîner les choses). Un autre motif représente l'expression : Hij gaapt tegen de oven (Il veut bâiller autant qu'un four, il s'attaque à l'impossible).

### Inspiration et influence
Déjà avant Breughel, l'art flamand connaissait ces figurations de locutions populaires. Le musée Stewart Gardner, de Boston, possède un fragment de tapisserie flamande représentant huit dictons semblables. Ce fragment paraît remonter au début du XVIe siècle. Du vivant de Breughel, des gravures de ce genre étaient assez répandues. Or, les titres de certaines de ces estampes confirment le sens que l'on veut attribuer au tableau de Breughel. Une eau-forte de L. Fruytiers, qui peut avoir été inspirée par Breughel, porte une légende significative : « Par ce desein il est montré les abus du monde renversé ».
Proverbes, dictons, locutions populaires, ces expressions verbales ont à la fois une vertu lapidaire, par leur brièveté, et une résonance par l'image qu'elles suscitent. Elles peuvent se révéler un constat, une mise en garde ou une morale, qui va de l'ironie à la sagesse, du jeu de mots à la sentence philosophique. De tout temps, le proverbe a tenu un rôle important dans les écrits et les discours; les auteurs de l'Antiquité en firent usage, ainsi que les textes sacrés. La formule ne cessera d'acquérir de la popularité pour connaître son apogée au seizième siècle. Dans les diverses langues d'alors, et en sens multiples, de Luther à Rabelais, le proverbe devient, en quelque sorte, un genre. Les Adages que publie Érasme dès 1500, et qui connaîtront de nombreuses éditions, sont un recueil d'érudition réunissant des milliers de proverbes, maximes et devises, puisés dans l'histoire des littératures gréco-romaine et hébraïque, dont le philosophe de Rotterdam étudie l'origine, l'utilisation et les significations. La Nef des fous de Sébastien Brant (Das Narrenschiff 9, éditée à Nuremberg en 1494 et traduite en latin, français, néerlandais et anglais au cours du siècle suivant, fut une source riche, comme son titre l'indique, d'aberrations, d'allégories et de maximes, d'autant plus éloquentes que l'ouvrage était illustré de gravures. En 1535, Rabelais, avec La Vie inestimable du grant Gargantua, parodiait déjà les proverbes dans le chapitre relatif à l'adolescence de son héros. Si François Villon fut l'auteur d'une Ballade des proverbes, le dramaturge anglais John Heywood composa, lui aussi, un poème ayant pour thème les Proverbs in the English Tongue. Les inventaires furent donc nombreux, en toutes langues, ce qui prouve leur succès jusqu'en 1568, année précédant la mort de Bruegel, avec les Proverbes anciens Flamengs et François de François Goedthaels, publiés à Anvers chez Christophe Plantin.

### Sous-titres du tableau
L'humour étant tout aussi présent chez Rabelais que chez Bruegel, il n'est pas le fait d'un lieu, d'un instant ou d'une façon de voir. Sans doute est-il plus grinçant chez le peintre. La vision relève d'un comique corrosif et porte un jugement qui traduit une charge. Les personnages figurés se rapprochent davantage de la commedia dell'arte que d'un drame vécu. Le propos n'en demeure pas moins pessimiste, puisqu'il oscille entre Le Monde renversé et La Huque bleue, l'un et l'autre titre ou sous-titre, mais emblèmes tous deux de la tromperie.

#### La Huque bleue
Une gravure de François Hogenberg, qui date précisément de la même époque que le tableau, porte ce titre significatif : Die Blau huycke is dit meest ghenaemt. Maer 's Werelts abuysen haer beter betaemt, (Ceci est communément appelé la Huque bleue, mais le titre Les Abus du Monde, lui convient mieux) D'où provenait le nom De blauwe Huyck donné souvent à ce genre de composition ? Au milieu du premier plan, à l'endroit où, dans ses gravures des Vertus et des Vices, Breughel place la grande figure allégorique désignant la signification, se trouve représentée - dans le tableau qui nous occupe et dans les gravures analogues - une femme qui couvre d'un manteau la tête d'un vieillard. C'est la traduction de la vieille locution flamande : « De blauwe huyck omhangen » (« Couvrir du manteau bleu ») qui s'appliquait à l'épouse infidèle. Parfois ces compositions étaient intitulées : Blauwe Schuyt (La Nef bleue), probablement par suite d'une confusion avec La Nef des fous de Jérôme Bosch; elles consistaient dans une burlesque représentation de personnages s'adonnant aux vains plaisirs.

#### Le Monde renversé
À côté du titre néerlandais De blauwe Huyck, une gravure du même type - datée de 1577 et exécutée par Jean Doutekum à Anvers - porte en français le titre équivalent et très explicite Le Vrai Pourtraict des abus du monde renversé. Bien longtemps, ce titre prévaudra pour toutes ces figurations satiriques des sottises, des ambitions démesurées, des aveuglements, de la mauvaise foi. Le tableau de Breughel est encore mentionné au XVIIe siècle, sous le nom Le Monde renversé, dans le catalogue de la vente des œuvres de la collection Pierre Stevens, aumônier de la ville d'Anvers, vente qui eut lieu en cette ville, en 1688. Le 11 juin 1676, Constantin Huygens, secrétaire du prince d'Orange, note dans son journal l'avoir vu chez le fils de Pierre Stevens; il lui donne le titre de Blauwe Huyck et semble ne pas en avoir saisi le véritable sens.
Dans le plus anecdotique de ses tableaux, Le Monde renversé, l'artiste n'illustre pas quelques dictons à la manière des images d'Épinal ; élargissant le sens de son message, il met le spectateur en garde contre l'humaine sottise, faisant ainsi de son œuvre une sorte de pendant à L'Éloge de la Folie d'Érasme.

## Autres dessins et peintures proches
Il est arrivé à Brueghel de traiter le même sujet en des figurations isolées et en groupe de douze. Au Cabinet des estampes de Berlin, un beau dessin à la plume, signé « Bruegel », Le Foin courant après le cheval représente un panier de foin, d'où émergent une tête et des jambes humaines courant derrière un cheval qui s'enfuit. Un petit détail, ajouté au fond dans la gravure exécutée d'après ce dessin, en révèle l'intention : on y voit une commère cherchant à saisir un homme qui se sauve dans une chaumière.

## Liste des proverbes
Les plus persuasives de ces interprétations avec - quand il y a lieu - les locutions proverbiales françaises correspondantes, ou en tout cas, une tentative d'explication ou d'approximation.
| Repère         | Proverbe flamand                                                        | Signification | Scène |
| -------------- | ----------------------------------------------------------------------- | --- | ----- |
| 1              | Lier le diable au coussin (nl)                                          | Les femmes sont plus malignes que le diable                                                                         |       |
| 2              | Un mordeur de pilier (nl)                                               | Être un faux dévot                                                                                                  |       |
| 3              | Porter l’eau d’une main et le feu de l’autre (nl)                       | Cancaner ; ou bien : Faire le mal d'un côté et le réparer de l'autre                                                |       |
| 4              | Se cogner la tête contre le mur (nl)                                    | |       |
| 4              | Une chaussure à un pied, et l’autre nu (nl)                             | L’équilibre est primordial                                                                                          |       |
| 5              | Il faut tondre les moutons selon la laine qu'ils ont (nl)               | Pas à n’importe quel prix                                                                                           |       |
| 5              | Tonds-la, ne l’écorche pas (nl)                                         | Vas-y doucement |       |
| 5 / 6          | L’un tond le mouton, l’autre la truie (nl)                              | L’un a tous les avantages, l’autre aucun                                                                            |       |
| 7              | Doux comme un agneau (nl)                                               | Être très docile |       |
| 8              | Elle vêt son mari d’une cape bleue (nl)                                 | Elle trompe son mari                                                                                                |       |
| 9              | Combler le puits quand le veau s’est déjà noyé (nl)                     | Ne réagir qu’après la catastrophe                                                                                   |       |
| 10             | Jeter des roses (perles) aux cochons (nl)                               | Gaspiller son argent pour quelque chose d’inutile                                                                   |       |
| 11             | II faut se courber pour réussir dans le monde (nl)                      | Pour réussir, il faut faire des sacrifices                                                                          |       |
| 12             | Il tient le monde sur son pouce (nl)                                    | Tout faire à sa volonté                                                                                             |       |
| 13             | Tirer pour obtenir le plus gros morceau (nl)                            | Toujours vouloir la plus grosse part                                                                                |       |
| 14             | Qui a renversé sa bouillie, ne peut la ramasser en entier (nl)          | Les dégâts ne peuvent être complètement réparés                                                                     |       |
| 15             | L’amour est du côté où pend la bourse (nl)                              | L’amour est à vendre                                                                                                |       |
| 16             | Une houe sans manche (nl)                                               | Une chose inutile                                                                                                   |       |
| 17             | Peiner à aller d’un pain à un autre (nl)                                | Ne pas arriver à joindre les deux bouts                                                                             |       |
| 18             | Chercher la hachette (nl)                                               | Inventer une excuse                                                                                                 |       |
| 18             | Il éclaire avec sa lanterne (nl)                                        | Mettre les choses au clair                                                                                          |       |
| 18             | Une grande lanterne et une petite lumière (nl)                          | Beaucoup de paroles, mais qui ont peu de sens                                                                       |       |
| 18             | Avec une lanterne pour chercher (nl)                                    | Difficile à trouver                                                                                                 |       |
| 18             | Une hache avec un manche (nl)                                           | Le manche et la cognée (la chose complète)                                                                          |       |
| 19             | Le hareng ne se frit pas ici (nl)                                       | Ce n’est pas comme il devrait                                                                                       |       |
| 19             | Frire tout le hareng pour consommer les œufs (nl)                       | Faire beaucoup pour obtenir peu                                                                                     |       |
| 19             | Se mettre un couvercle sur la tête (nl)                                 | Finir par prendre une responsabilité                                                                                |       |
| 19             | La hareng est pendu par ses ouies (nl)                                  | Vous devez assumer la responsabilité de vos actes                                                                   |       |
| 19             | Il y a plus qu’un hareng vide dans tout cela (nl)                       | Il y a des choses cachées                                                                                           |       |
| 19             | Que peut la fumée contre le fer ? (nl)                                  | Il ne faut pas essayer de changer ce qui ne peut l’être                                                             |       |
| 20             | La truie tire la bonde (nl)                                             | La négligence mène au désastre                                                                                      |       |
| 21             | Attacher un grelot au chat (nl)                                         | Entreprendre quelque chose publiquement                                                                             |       |
| 22             | Être armé jusqu’aux dents (nl)                                          | Être lourdement armé                                                                                                |       |
| 22             | Mordre le fer (nl)                                                      | Être furieux |       |
| 23             | L’une enroule sur la quenouille ce que l’autre a filé (nl)              | Commérage |       |
| 24             | Le cochon est saigné par la panse (nl)                                  | 1: Par une puissante action, le terrain a été dégagé. 2: Tout est préparé, la partie est engagée, le cas est prévu. |       |
| 25             | Deux chiens sur un os ne peuvent s’accorder (nl)                        | Argumenter sur une seule chose                                                                                      |       |
| 26             | Faire une barbe de lin à Dieu (nl)                                      | Hypocrites |       |
| entre 26 et 27 | Se tenir dans sa propre lumière (nl)                                    | Être fier de soi |       |
| entre 26 et 27 | Personne ne cherche des gens dans le four, s'il n’y a été lui-même (nl) | Imaginer la faiblesse chez les autres, est un signe de sa propre faiblesse                                          |       |
| 27             | Ramasser l’œuf de la poule et pas celui de l’oie (nl)                   | Faire le mauvais choix                                                                                              |       |
| 28             | Vouloir bailler comme un four (nl)                                      | Tenter ce qui ne peut être accompli                                                                                 |       |
| 29             | Tomber en défonçant le panier (nl)                                      | Montrer sa déception                                                                                                |       |
| 29             | Être suspendu entre ciel et terre (nl)                                  | Se trouver dans une situation embarrassante                                                                         |       |
| 30             | Trouver un chien dans la marmite (nl)                                   | Arriver trop tard quand tout a été mangé                                                                            |       |
| 30             | S’assoir entre deux chaises dans les cendres (nl)                       | Rester dans l’indécision                                                                                            |       |
| 31             | Les ciseaux pendent là (nl)                                             | Il ne doit pas avoir confiance                                                                                      |       |
| 31             | Ronger un seul os (nl)                                                  | S’obstiner longtemps en vain                                                                                        |       |
| 32             | Le tâteur de poules (nl)                                                | Quelqu’un qui se soucie des œufs non comptabilisés                                                                  |       |
| 33             | Porter la lumière du jour dans un panier (nl)                           | Perdre son temps |       |
| 34             | Allumer une bougie pour le diable (nl)                                  | Flatter tout le monde sans discernement                                                                             |       |
| 35             | Se confesser au diable (nl)                                             | Révéler ses secrets à son ennemi                                                                                    |       |
| 35             | Un souffleur dans l’oreille (nl)                                        | Un mauvais orateur                                                                                                  |       |

Beaucoup de cris et peu de laine (Beaucoup de fumée et peu de rôti),
Mettre des bâtons dans les roues [12 bas,droite].
Aux deux derniers reste un craquelin (gâteau de l'Épiphanie) (Heureux le dernier invité si les autres ont été discrets),
Être assis à la lumière (se faire ombre à soi-même),
II a les mains liées (?),

### Zone « verte » de 30 à 38
Les fuseaux tombent dans les cendres (Tirer à vide),
Si tu laisses entrer le chien, il va dans l'armoire (Donne un doigt, on te prend le bras) [30 haut-droite],
À qui sert un beau plat s'il n'y a rien dedans ? [36],
La cigogne reçoit le renard (allusion à la fable d'Ésope) [36 haut],
C'est marqué à la craie (Cela ne pourra pas être oublié [?]) [36 haut droite],
Une cuillerée d'écume (Vendre du vent) [36 droite],
Pisser sur la broche (Insulter à mort) [à droite de 36],
On ne peut pas tourner la broche avec lui (On ne peut pas raisonner avec lui) [38 gauche],
Être sur des charbons ardents [38],

### Zone «mauve» de 39 à 49

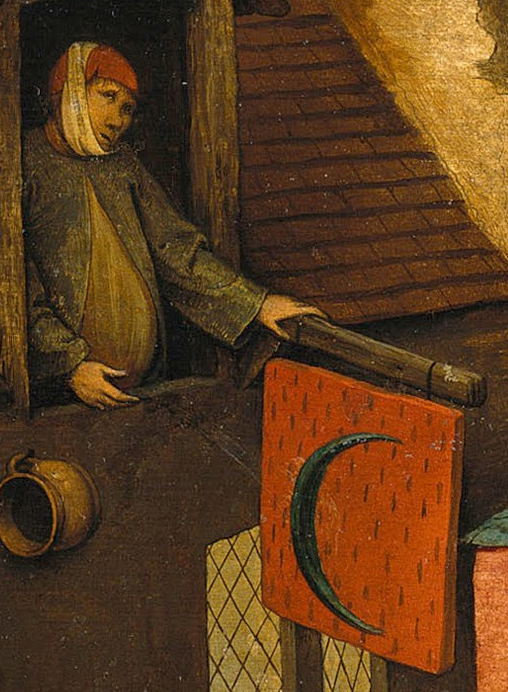
Pisser à la lune [43].

Attacher chaque hareng par ses propres ouïes (II faut payer de sa propre bourse) [en dessous de 39],
Le monde à l'envers [39],
Chier sur le monde (Se moquer de tout) [40],
Regarder les cartes (Connaître le dessous des cartes? [41],
Se tenir par le nez (Avoir quelqu'un dans le nez) [41 droite],
Les dés sont jetés [42],
Cela dépend de la manière dont tombent les cartes (Le hasard) [42],
Laisse au moins un œuf dans le nid (Sois discret) [à droite de 42],
Œil pour œil dent pour dent (l'interprétation se fonde sur l'identification d'un œil entre les lames ouvertes des ciseaux, et sur les yeux, ou anneaux de ces ciseaux) [au-dessus de 42],
Avoir la peau épaisse derrière les oreilles (Être un fourbe fieffé) [43 haut],
Parler par deux bouches (Être mauvaise langue) [en dessous de 43],
Le pot de chambre est dehors (On ne peut pas cacher une activité honteuse) [43 gauche].
Pisser à la lune (Vouloir l'impossible) [43 droite],
Faire la barbe au fou sans savon (Profiter de la sottise d'autrui) [44],
Pêcher derrière le filet des autres (Se contenter des restes) [45],
Les gros poissons mangent les petits [46],
Enrager parce que le soleil se reflète dans l'eau (Entre envieux) [47],
Nager contre-courant [48],
Tant va la cruche à l'eau qu'à la fin elle se casse [à droite de 48],
Dans le cuir d'autrui on taille de belles courroies (Être généreux avec le bien des autres) [à droite de 48].
Attraper l'anguille par la queue (Se tirer d'affaire avec peine[?]) [49],

### Zone «jaune» de 50 à 62

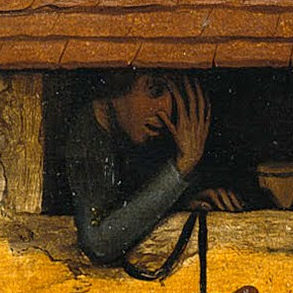
Regarder à travers ses doigts [50].

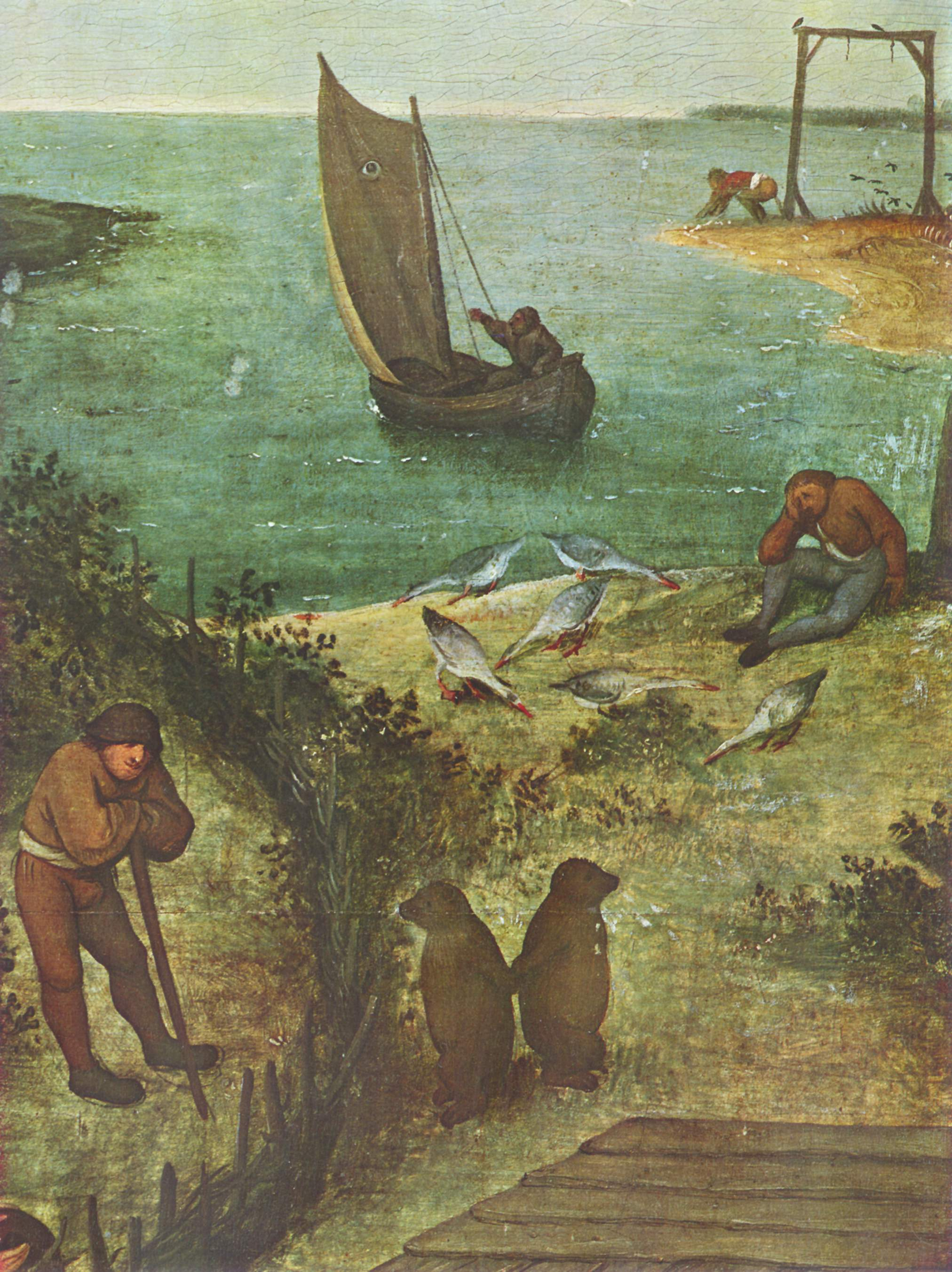
Il regarde danser les ours [62].

Regarder à travers ses doigts (Laisser dire) [50],
Le couteau est accroché (il s'agit d'un symbole de défi) [51],
Rester les sabots aux pieds (Attendre inutilement) [52],
Il y a un trou dans son toit (Avoir la tête fêlée) [53],
Un vieux toit a toujours besoin de réparations [53 droite],
II y a des lattes sur le toit (les murs ont des oreilles) [en dessous de 53],
Tirer une flèche après l'autre (Ne pas être récompensé de ses efforts) [54],
Deux fous sous le même manteau (Combiner deux sottises en même temps) [55 gauche],
Pousse hors de la fenêtre (Ne pas pouvoir se cacher) [55],
Jouer de la musique sous le carcan (Ne pas se rendre compte de ses propres ridicules) [56],
Tomber du bœuf sur l'âne (Passer du coq à l'âne) [57],
Se frotter le derrière contre la porte (Manquer de reconnaissance) [58],
Le mendiant n'aime pas qu'un autre mendiant s'arrête à la même porte [68 et 58],
Réussir à voir à travers une planche de chêne pourvu qu'il y ait un trou dedans (Enfoncer des portes ouvertes) [à droite de 58],
Être suspendu comme chiottes sur un fossé (cette locution désigne peut être une chose usuelle, évidente) [59],
Deux qui chient par le même trou (Faire de nécessité vertu) [59 haut],
Jeter l'argent dans l'eau (Jeter l'argent par la fenêtre) [60],
Un mur fendu est vite abattu [60 droite],
II pend sa tunique à la barrière (Jeter son froc aux orties) [61],
II regarde danser les ours (II est affamé) [62],

### Zone «rouge» de 63 à 80
Le balai est dehors (Les maris ne sont pas à la maison) [63 haut],
Être mariés sous le balai (vivre en concubinage) [63 bas],
Les galettes poussent sur le toit (Vivre dans l'abondance) [64],
Les porcs errent dans le blé (Tout va de travers) [65],
II a le feu au derrière (Être pressé) [66],
Tourner son manteau selon le vent (Faire la girouette) [67],
Baiser l'anneau (courber l'échine) [68],
Rester planté à regarder la cigogne (Laisser échapper la fortune) [69 gauche],
À son plumage on reconnaît l'oiseau [69 droite],
Jeter les plumes au vent (Perdre le fruit de son propre travail) [70],
Tuer deux mouches d'un coup (Faire d'une pierre deux coups) [71],
Peu importe à qui est la maison qui brûle pourvu qu'on puisse se chauffer aux tisons [72],
Traîner une souche (Traîner un boulet) [73],
Crottin de cheval n'est pas figue [74],
Un aveugle guide les autres [75 haut].
La peur fait trotter la vieille (La peur donne des ailes) [75 gauche],
Le voyage n'est pas fini parce qu'on aperçoit l'église et le clocher (Ne pas vendre la peau de l'ours avant de l'avoir tué) [76],
Surveiller la voile (Faire attention) [77 haut],
Avoir le vent en poupe [77 bas],
Pourquoi les oies marchent-elles pieds nus? (Être indifférents à ce qui ne nous regarde pas) [78],
Chier sous le gibet (Danser sur un volcan) [79 gauche],
Les corbeaux volent où est la charogne (Il n'y a pas de fumée sans feu [?]) [79 droite].